# Heibos
Het Heibos is een natuurgebied dat gelegen is nabij de tot de Vlaams-Brabantse gemeente Kortenaken behorende plaatsen Hoeleden en Ransberg.
Het betreft een oud bosgebied met een rijke flora en fauna. Feitelijk betreft het twee bossen die gescheiden worden door een weide. Men vindt er onder andere dotterbloem en keverorchis. Van de paddenstoelen kunnen worden genoemd: bloedrode gordijnzwam, violetvlekkende melkzwam en honingkleurig trechtertje. Er zijn poelen waar amfibieën te vinden zijn, en er kunnen allerlei vogelsoorten worden waargenomen.
Het gebied, dat meer dan 50 ha meet, wordt beheerd door Natuurpunt.